# Срби у Ирској
Срби у Ирској су грађани Ирске српског порекла или држављани Србије који живе и раде у Ирској. Процењује се да у Ирској живи око 2.000 - 20.000 Срба, углавном у градовима као што су Даблин и Корк. У Ирској је такође активна и Мисионарска парохија Свети Георгије Српске православне цркве.